# Croatia Open Umag 2007
Croatia Open Umag 2007 — тенісний турнір, що проходив на ґрунтових кортах у місті Умаг, Хорватія з 23 липня . Належав до категорії International Series, був турніром серії Відкритий чемпіонат Хорватії з тенісу 2007 року.

## Фінальна частина

### Одиночний розряд
Карлос Мойя —  Андрей Павел 6–4, 6–2

### Парний розряд
Лукаш Длоуги /  Міхал Мертиняк —  Ярослав Левинський /  Давід Шкох 6–1, 6–1